# Heurigenmarsch
Der Heurigenmarsch ist eine Gattung der Wiener und niederösterreichischen Volksmusik und des Wienerlieds. Es handelt sich im Gegensatz zur traditionellen Marschmusik um Stücke, die ursprünglich beim Heurigen in Schrammelmusikbesetzung vorgetragen wurden und nicht mit Blasmusikbesetzung zum Marschieren. Sie entstanden Ende des 19. Jahrhunderts und hatten die k.u.k. Militärmusik als Vorbild. Umgangssprachlich wird der Heurigenmarsch zuweilen auch als Holodaro-Marsch bezeichnet, da gesungene Stücke meist eine weinselige Jodlerfolge beinhalten, z. B. Jetzt trink ma noch a Flascherl Wein, holodaro... Oft werden auch Wienerliederpotpourris als Heurigenmärsche vorgetragen.

## Bekannte Heurigenmärsche
- Wien bleibt Wien
- Der Dornbacher Pfarrer steckt aus[1]
- Sehn's das is Weanerisch
- Jetzt trink ma noch a Flascherl Wein
- Jung san ma, fesch san ma
- Heut kommen d'Engerln auf Urlaub nach Wean
- Aber g'rebelt muaß er sein
- Zwa Fiedln, a Klampfn, a Maurerklavier
- Immer fidel, fidel
- Jünger werd'n ma nimmer
- Wachauer Hauermarsch[2]